# Partido Comunista del Sarre
El Partido Comunista del Sarre (en alemán: Kommunistische Partei Saar, abreviaturas: KP, también KPS) fue un partido comunista en el Protectorado del Sarre, que existió desde 1946 hasta 1957.

## Historia
El KP fue fundado el 10 de enero de 1946 tras haber sido autorizado por las fuerzas de ocupación francesas. Su primer presidente fue Fritz Nickolay. 
El KPS fue hasta 1955 el único partido legal en el Sarre, que hizo campaña tanto contra la inclusión del estado a Francia como contra la anexión de este a Alemania. Representó a las posiciones ideológicas del Partido Comunista de Alemania (KPD). 
Después de la adhesión del Sarre a la República Federal de Alemania en 1957, el KP se mantuvo como una organización sustituta del KPD, ilegalizado por el Tribunal Constitucional el año anterior. El 9 de abril de 1957, el partido finalmente fue prohibido por el Ministerio del Interior del Sarre.

## Resultados electorales en el Sarre
- 1947: 37.936 votos (8,4 %), 2 escaños
- 1952: 41.404 votos (9,5 %), 4 escaños
- 1955: 38.698 votos (6,6 %), 2 escaños